# Contea di Broomehill-Tambellup
La contea di Broomehill-Tambellup è una delle undici Local Government Areas che si trovano nella regione di Great Southern, in Australia Occidentale. Essa si estende su di una superficie di circa 2.813 chilometri quadrati ed ha una popolazione di 1.184 abitanti.
La contea è di recentissima formazione: nel febbraio del 2008 le due preesistenti contee di Broomehill e Tambellup, all'epoca separate, decisero di fondersi e stilarono l'accordo sul futuro assetto della nuova contea. La proposta venne accettata e i vertici delle due ormai ex-contee si dimisero nel mese di giugno, in modo da permettere l'elezione dei rappresentanti della nuova entità.